# Velîki Ierciîkî, Skvîra
Velîki Ierciîkî (în ucraineană Великі Єрчики) este o comună în raionul Skvîra, regiunea Kiev, Ucraina, formată numai din satul de reședință.

## Demografie
Componența lingvistică a comunei Velîki Ierciîkî
     Ucraineană (99,29%)
     Alte limbi (0,71%)
Conform recensământului din 2001, majoritatea populației comunei Velîki Ierciîkî era vorbitoare de ucraineană (99,29%), existând în minoritate și vorbitori de alte limbi.